# Dossenus
Dossenus là một chi nhện trong họ Trechaleidae.